# Cailleach Béirre
Cailleach Béirre, también conocida como Cailleach Béarra, Cailleach Bheare, Cailleach Bhéara, Cailleach Beare, Cailleach Bolus, Cailleach Beara, Cailleach Bhérri, Calliagh Birra, Cailleach, Cailleac Buillia o, simplemente, como Cally Berry, es una diosa celta adorada sobre todo en Escocia y en la Galia céltica. También figura en el panteón celta de Inglaterra, donde es conocida como Black Anis, en el irlandés y en el de Cornualles. Su función es la de proteger a todos los animales durante el invierno y el otoño y cuidar la naturaleza, aunque se dice también que era «en sí» el espíritu del invierno, que no permitía que la naturaleza se desarrollara libremente. Los irlandeses la consideran una deidad fundamentalmente benéfica, protectora del ganado, mientras que los ingleses le otorgan una actitud maléfica. Los galos la veneran como la diosa-hada de la sabiduría, y los escoceses la consideraban solamente una deidad del invierno, sin adjudicarle ningún tipo de carácter adicional.

## Etimología
La palabra Cailleach significa «la madre anciana» o «la vieja» en gaélico moderno, y proviene del irlandés antiguo caillech («velo»), que probablemente tiene el mismo origen que el latín pallium («palio», «capa»). Este término pasó al lenguaje gaélico durante las invasiones romanas al territorio celta; al adaptar la palabra a la dicción celta, la «p» fue cambiada por una «c», y la terminación fue reemplazada por –ach, que en este idioma servía para marcar adjetivos calificativos. Con la raíz latina pallium y el morfema celta -ach, el significado literal de Cailleach sería «la vieja que lleva velo», «la anciana velada». Este vocablo es a veces usado como sinónimo de bruja en Irlanda y Escocia.
Barbara G. Walker afirma que el nombre Cally, variante de Cailleach, deriva del nombre hindi Kali, y que llegó a la región ocupada por los celtas en una invasión por parte del primer pueblo. Sin embargo, esta hipótesis es poco probable, ya que las diferencias entre la diosa Kali y la Cailleach Béirre celta son contundentes.
En cuanto a Béirre, su origen es desconocido. Está claro que Berry, una de sus variantes, significa «baya» en inglés. Además, se opina que de este vocablo deriva el nombre de la Península de Beara, lugar de origen de esta diosa. En resumen, el significado completo del nombre Cailleach Béirre en todas sus variantes es el de «la anciana velada que habita en Beara». Otro posible significado de esta palabra en gaélico es «amarillo», color  considerado el de la muerte y la putrefacción en esta mitología.

## Apariencia física y características
La diosa Cailleach era representada usualmente como una anciana de piel azulada, un solo ojo en el centro de la frente que le daba cierto parecido con el cíclope Polifemo, dentadura de oso y colmillos de jabalí. Se la representaba con vestimenta gris, con un delantal y con una especie de chal o de capa de tela escocesa en los hombros; y portando un carcaj con flechas de oro a la espalda y un arco de madera de saúco para atacar a quien mate lobos, jabalíes y ciervos, animales que defendía. Por el contrario, según otras versiones de su leyenda, ayudaba a los cazadores a localizar esos animales indicándoles dónde y cuándo disparar sus flechas para cazarlos. Otras leyendas hablan de su varita mágica, hecha de madera de acebo, que usaba para marchitar las hojas a comienzos del otoño y para convertirse finalmente en piedra cuando el fin del invierno llegaba. Según otras fuentes, la varita estaba hecha con piel humana y en su falda había rocas que iban cayéndose a medida que avanzaba. Otra leyenda dice que una larga caminata de la Cailleach dio origen a todos los valles, las montañas y los lagos. Además, en invierno, según otras tradiciones, iba montada en un gran lobo volador, distribuyendo el frío en todas las regiones.
La creencia más extendida entre los celtas de Gran Bretaña es que en realidad Cailleach, la vieja hechicera protectora, es la misma persona que la diosa del fuego, la poesía y la primavera, Brigit. Al término de la estación invernal, la primera, según los relatos de los galos, se transforma voluntariamente en una roca de gran tamaño situada al costado de un acebo, sitio en el que no crece la hierba por el disgusto que a esta le provoca. Sin embargo, según otros relatos celtas, viaja el 31 de enero hacia la isla de Ávalon, donde se encuentra el «árbol de la juventud eterna» de donde comía para volverse joven y atractiva, transformándose así en Brigit. De esta manera, puede acudir a la celebración del Imbolc, un ritual celta que abre la primavera, para hacer que la tierra reverdezca. Otra versión de la misma historia sostiene que en realidad la Cailleach mantiene prisionera a Brigit todos los años para liberarla en Imbolc, su ritual sagrado. También puede ser liberada por Angus McOg, un dios celta del amor que se mantiene siempre joven.
Otra creencia de los celtas sobre esta diosa es que «nace» vieja a comienzos del invierno y luego va rejuveneciendo sin convertirse en piedra ni viajar hasta Avalon, sino por obra de un proceso natural. Esta tradición estaba difundida sobre todo en Gales y en Inglaterra. Cailleach también predice el clima, protege a los druidas y se transforma en grulla para salvar grandes distancias. La Reina del Invierno, título que le adjudicaban los celtas, busca guerreros y héroes en los bosques pidiéndoles amor, y cuando lo recibe se transformaba en una hermosa mujer joven. Cuando su esposo muere, repite la misma operación hasta conseguir otro. Tiene al menos cincuenta hijos, entre los cuales se cuentan pueblos y razas enteros.

## Relaciones con otras deidades

### La tríada

El número tres era sumamente importante para los celtas. Un ejemplo de esto se ve claramente en este símbolo druídico, el Awen.

Las tríadas, en la mitología celta, consistían en la fusión de tres personalidades divinas en una sola persona. El significado que poseía el número tres en esta mitología es el de «el medio», la indecisión que existe entre el bien y el mal. El tres representa en numerología la idea de la plenitud o totalidad, como en los tríos de pasado/presente/futuro y mente/cuerpo/espíritu. Los pitagóricos consideraban el tres el primer número completo, ya que, igual que tres guijarros puestos en fila, posee un comienzo, un medio y un final. Por otra parte, en astrología, representa al signo de Géminis, que ocupa esta posición en el Zodíaco.
La diosa Cailleach es la misma persona que las diosas Brigit y Dana, según diversas tradiciones:
- Brigit es la diosa del fuego, de la música y la patrona de las mujeres embarazadas. Su culto estaba muy extendido por todo el territorio celta. Cuando los evangelizadores llegaron a Irlanda, no pudieron eliminar su culto, así que decidieron adaptarlo al cristianismo, convirtiéndola en Santa Brígida de Irlanda.[18]
- Dana es una deidad relacionada con la fertilidad de la Tierra, el ciclo de las estaciones y la creación del mundo. El nombre de los Tuatha de Dannan significa textualmente «Hijos de Dana», en honor a ella. Se cree que es la esposa y madre de Dagda, y que sus hijas son, entre otras, Nimue y Morrigan.[1]

Según las tradiciones celtas más diversas, la tríada formada por Dana, Brigit y la Cailleach tiene un simbolismo que representa la sucesión de las estaciones, la fertilidad de la tierra y el ciclo de la vida y la muerte. Además, según las tradiciones que refieren a la batalla entre Cailleach y Brigit, esta tríada representa el paso del tiempo, la vejez y la juventud, entre otras cosas.

### Árbol genealógico
El origen de Cailleach fue siempre, cuanto menos, incierto. Pertenece a la raza de los Corcu Duibne, raza emparentada con la de los Tuatha de Dannan, que son sus descendientes. Algunas tradiciones cuentan que su padre no era otro que Cuí Roí, un héroe celta, pero otras afirman, sin embargo, que su padre era Dagda, dios creador de la raza de los Tuatha, aunque también pudo haber sido el hermano de éste. Además, según otras leyendas, la diosa Morrigan era su hermana, aunque otras variantes sostienen que era su madre. El nexo que las une sostiene que ambas eran oscuras diosas de la sabiduría, aunque esto no es del todo cierto, porque Morrigan lo era además de la guerra.
Pese a su relación incierta, Dagda y la Cailleach concibieron juntos a su hijo, Angus McOg, dios del amor. Ella le impidió a su hijo ir a buscar a Caer, hija de uno de los reyes celtas, para desposarla por la razón de que la consideraba «un mal presagio», cosa que al final no fue cierto.

## Rituales en su honor: Samhain
El ritual de Samhain, celebrado el 31 de octubre, también conocido en inglés como Halloween (contracción de All Hallows Even, «Día de todos los santos»), es el ritual más importante del calendario celta. Se celebra a finales de verano y del año celta. Etimológicamente significa «el final del verano». Es una fiesta de cosecha y despedida, durante la que la diosa Dana muere o, según otras versiones del mito, viaja a una tierra lejana con toda su corte feérica.
En cualquier caso, los celtas cosechaban todos sus cultivos antes de la noche del 31 de octubre, porque creían que tras esa fecha éstos ya no le pertenecían al mundo humano, sino a la Cailleach. En Samhain, la Cailleach era invocada mediante diversos cánticos para pedirle que cuidara los cultivos, la naturaleza y al mundo, y también para que les otorgase sabiduría a sus fieles.
Tratándose éste de un ritual cuyo simbolismo predominante es el de la vida y la muerte como parte de un ciclo natural, es esperable que los celtas creyeran que la «frontera» entre el mundo de los vivos y de los muertos se disuelve en esta fecha, por lo que se justifica la actitud celta de dejar plazas libres a la mesa para que sus difuntos puedan también comer.
El origen de esta celebración se remonta hacia el año 43 a. C., cuando gracias a la ocupación romana, dos festivales originarios de esa ciudad mediterránea se fusionaron con el Samhain celta: Feralia, día de los muertos, y Pomona, día en que se conmemoraba el nacimiento de esa diosa, creadora de los frutos y las plantas. Cuatrocientos años después, el Papa Bonifacio IV declaró el primero de noviembre «Día de todos los santos», en honor a todos los mártires, vírgenes y demás integrantes del altar católico. En el año 1000 d. C., se añadió a esta celebración la del «Día de todos los difuntos», que se conmemora el día dos del mismo mes.

## Lugares asociados

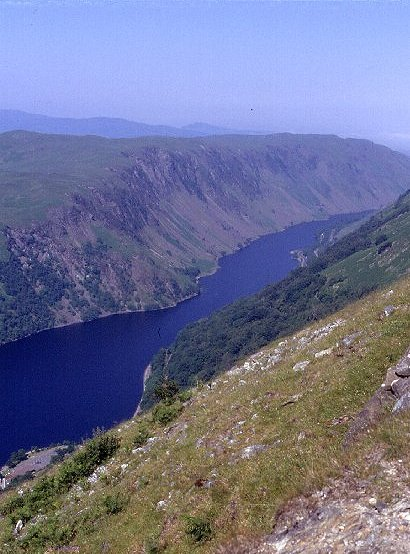
El lago Awe, creado por la Cailleach según la leyenda.

### En Escocia
Las menciones a Cailleach son frecuentes en la zona de Argyll y Bute, en Escocia. En relatos originarios de esa zona se la conoce como Cailleach na Cruachan, la bruja de Ben Cruachan, que es la montaña más alta de la región. Se venden bolsas de té y postales con su imagen a los turistas de esa montaña, considerada sagrada, en un negocio que posee una pintura mural que describe cómo la Cailleach creó el lago Awe.
La leyenda dice que la Cailleach estaba cansada de un largo día en el que estuvo pastoreando ciervos. Entonces, Ben Cruachan se quedó dormido encima de ella, inundando los valles situados debajo de su figura, formando primero un río y luego un lago. El desbordamiento de un curso de agua, como por ejemplo un lago, es un tema común en los cuentos gaélicos que hablan sobre la creación, como se puede ver en el relato de la creación del río Boyne, por parte de la diosa Boann, en Irlanda. Otras conexiones con la región consisten en menciones en relatos de la Cailleach luchando contra fuertes torbellinos en el Golfo de Corryvreckan.
Beinn na Cailleach, ubicada en la Isla de Skye, es uno de sus refugios favoritos, como lo son a su vez otras montañas llamativas en el paisaje que son sacudidas por fuertes tormentas de aguanieve y lluvias, destruyendo el terreno monte abajo.

### En Irlanda
En Irlanda se la asocia con las escarpadas y salientes montañas y afloramientos, como la Hag's Head (en español «Cabeza de la arrugada», en irlandés Ceann na Cailleach), el risco más meridional de los acantilados de Moher en el condado de Clear. Las tumbas megalíticas de Loughcrew, que anuncian la llegada del idioma gaélico a Irlanda, están localizadas encima de Slieve na Calliagh («Colina de la arrugada»).